# Gerhard Merzyn
Gerhard Merzyn (* 21. Mai 1918 in Kassel; † 29. Januar 1983 in Alicante) war Gründungsmitglied und erster Direktor von Haus Rissen.

## Leben und Wirken
Gerhard Merzyn war der Sohn eines gleichnamigen Oberlandeskirchenrats. Nach Ende der Schulzeit arbeitete er von 1936 bis 1945 als Berufsoffizier in Kassel. Von 1943 bis 1934 studierte Merzyn Rechts- und Staatswissenschaften an der Humboldt-Universität zu Berlin. Da er das Studium aus gesundheitlichen Gründen nicht erfolgreich abschließen konnte, orientierte er sich nach Ende des Zweiten Weltkriegs beruflich neu. Er unterrichtete zunächst Englisch, englische Geschichte und Literatur an einem Dolmetscherseminar in Hannover. Anschließend übernahm er für einige Zeit die Geschäftsführung einer Weinbau- und Weinhandelsgesellschaft und leitete von 1950 bis zum Frühsommer 1952 das hannoveranersche Amerika-Haus. Dann wechselte er an das amerikanische Konsulat, wo er als Referent für öffentliche Angelegenheiten in der Kulturabteilung arbeitete. Während dieser Zeit knüpfte er zahlreiche Kontakte zu niedersächsischen Parteien, Organisationen und Institutionen.
1954 gründeten Hamburger Persönlichkeiten aus Wirtschaft, Politik, Wissenschaft und Medien das Institut Haus Rissen mit Sitz in Hamburg-Rissen. Gerhard Merzyn gehörte aufgrund persönlicher Kontakte zu den Gründungsmitgliedern und wurde erster Direktor der Einrichtung. Merzyn, der die Achtung von Andersdenkenden als grundsätzliches Prinzip verfolgte, prägte die heute international bekannte Einrichtung nachhaltig. Er legte besonderen Wert darauf, dass Mitglieder der Bundeswehr an gemischten Seminaren teilhaben konnten. Zu diesem Zweck etablierte er Seminarveranstaltungen, Offene Abende, Konzerte und Reisen, die zu politisch bedeutsamen Orten wie Bonn, Berlin, Brüssel und Paris führten. Bereits in den ersten Jahren nach Gründung konnte Merzyn renommierte in- und ausländische Referenten wie Helmut Thielicke, Carl Friedrich von Weizsäcker, Franz Josef Strauß und Walter Scheel für Fachvorträge und Seminare gewinnen.
Von 1956 bis 1983 gab Gerhard Merzyn ohne Unterbrechung die Rissener Rundbriefe und die Rissener Jahrbücher heraus, die Freunde und Förderer des Instituts mit dessen Mitarbeitern verbanden. Neben der Institutsleitung unternahm Merzyn ausgiebige Studien- und Vortragsreisen, die ihn auf mehrere Kontinente führten. Während der Reisen beschäftigte er sich mit lokalen Problemen, vertiefte seine landesspezifischen Kenntnisse und knüpfte Kontakte zu Entscheidungsträgern. Auf Einladung nahm er wiederholt an bedeutenden Tagungen und Symposien wie dem Bergedorfer Gesprächskreis teil. 1968 gehörte Merzyn zu den wichtigsten Gründungsmitgliedern des Club of Rome, dessen deutsche Sektion er 1978 mitgründete.
Gerhard Merzyn erhielt für seine Tätigkeiten mehrere Auszeichnungen. Das Informationsministerium der USA verlieh ihm 1955 eine Verdienstmedaille für seine Tätigkeiten in Hannover. 1975 erhielt er in Hamburg die Freiherr-vom-Stein-Medaille in Gold.